# Galumna hiroyoshii
Galumna hiroyoshii är en kvalsterart som först beskrevs av Nakamura och K. Fujikawa 2004.  Galumna hiroyoshii ingår i släktet Galumna och familjen Galumnidae. Inga underarter finns listade i Catalogue of Life.